# Pokémon: Lucario and the Mystery of Mew
Pokémon: Lucario and the Mystery of Mew, oprindeligt udgivet i Japan under navnet Pocket Monsters Advanced Generation-filmen: Mew og Bølgehelten, er en japansk animeret fantasy-film instrueret af Kunihiko Yuyama og produceret af OLM, Inc. Det er den ottende film i rækken af Pokémon-spillefilm. Filmen har stemmer af Rika Matsumoto, Ikue Ōtani Yūji Ueda, Kaori, Fushigi Yamada, Megumi Hayashibara, Shin-ichiro Miki, Inuko Inuyama, Daisuke Namikawa, Satomi Kōrogi, Takeshi Aono, Noriko Hidaka, Kōichi Yamadera, Kumiko Okae, Momoko Kikuchi og Becky. Den blev udgivet i japanske biografer den 16. juli 2005 efterfulgt af en japansk DVD-udgivelse den 22. december 2005.
Den engeslke versionering blev udført af 4Kids Entertainment og blev oprindeligt udgivet på DVD i Australien den 16. august 2006 efterfulgt af en amerikansk udgivelse den 19. september 2006. Den engelske version af filmen havde premiere for første gang i USA ved San Diego Comic-Con i 2006. Derefter blev filmen vist i Storbritannien i juli 2007. Ud over at være den sidste film, der blev efterskynkroniseret til Engelsk af 4Kids Entertainment, som har lavet den engelske udgave af Pokémon-TV-serien siden den første sæson i 1998, så er det også den første ud af to film, som hverken har fået en dansk udgave eller udgivelse.
Pokémon: Lucario and the Mystery of Mew var én af de fire nominerede film til American Anime Awards' "Bedste Anime-spillefilms-pris", men tabte til Final Fantasy VII: Advent Children.

## Plot
Ash ankommer til Cameron-paladset, hvor en festival afholdes for at fejre Sir Aaron, en ældgammel helt, som afværgede en krig, som skulle til at finde sted ved Oprindelsens Træ. Ved festivalen deltager Ash, som bærer en efterligning af Aarons dragt, i en turnering ved Cameron-paladset og vinder, hvilket gør ham til årets "Aura-vogter". Som en del af fejringen får Ash lov at bære Aarons stav, som indeholder hans makker-Pokémon, Lucario, Som Aaron fersejlede, før han standsede krigen.
Men da Pikachu blev slået ud i forsøget på at beskytte Mew fra en eventyrer ved navn Kidd, some prøvede at sætte en sporingsenhed på den legendariske Pokémon ved brug af sine to Weavile, blav Pikachu teleporteret bort af Mew. Ash, med hjælp fra Lucario, som blev sat fri fra staven, da Ash antog den samme stilling, som Sir Aaron, følger selvfølgelig efter Mew til Oprindelsens Træ for at redde Pikachu. Der er bare ét problem: Efter at Lucario blev spærret inde i staven har Lucario fuldstændig misted tilliden til mennesker, som resulterer i en konflikt tidligt i filmen. Under rejsen dele Max chokolade med Lucario, hvilket giver ham en smule mere tillid til mennesker. Ash får senere Lucarios tillid ved at undskylde for de hårde ord, og de nærmer sig ind i Oprindelsens Træ. De bliver angrebet af Regirock, Regice og Registeel, træets vogtere, som ser dem som en trussel.
De bevæger sig ind i træet og angribes af træets immunforsvar, som sættes i gang af Kidds forskningsrobotter. Frosvarssystemets antistoffer kan forvandle sig til gelé-agtige gengivelser af Pokémon, for dernæst at absorbere truslen. Da Ash og de andre bliver absorberet ind i træet, redder Mew dem ved at overtale træets forsvarsmekanisme. Energiforstyrrelsen i træet forårsaget forsvarssystemet sender træet i chok, og som Mew og træet er symbiotiske væsner, der har brug for hinanden for at overleve, bliver Mew også meget syg. For at redde Mew og træet, forener Ash og Lucario deres Aura for at gøre træets selvdestruktion om.
Lucario skubber Ash væk med enden af processen, så at Ash ikke ender med at opofre sig selv for træet, som Sir Aaron gjorde det (det må antages, at hvad enten det er et menneske eller en Pokémon, så slår det én ihjel, at give al éns Aura). Bagefter viser en "tidsblomst" et minde om Aarons opofrelse for at stoppe krigen. Lige før at Aaron døde, sagde han, at Lucario var hans bedste ven, og at han ville savne ham, inden han gik bort. Det bliver tydeligt, at Aaron forsejlede Lucario for, at han ikke skulle dø sammen med ham. Efter at have bevidnet dette, begynder Lucario at græde, og giver sit liv, så han kan ære sin ven. Det betyder dog, at Lucario følger Aaron ind i livet efter døden. Lucario dør uden nogen fortrydelser, nu hvor han ved, at han vil møde Aaron igen. Filmens dramatiske konklusion ender med at karaktererne drage videre med en vigtig lektion angående tillid, opofrelse og kærlighed.
Under rulleteksterne ses Lucario tilføjet til et maleri af Sir Aaron, hvilket viser, at slottets ejre respekterer hans status som en helt, og senere i rulleteksterne, ser man et kort glimt af Kidd Summers, der ser ud til at hjælpe Butler fra den tidligere film, Jirachi - Pas på hvad du ønsker. Til sidst i rulleteksterne ses Lucario og Sir Aaron spise in chokoladebar sammen.

## Stemmer
| Karakter     | Japansk            |
| ------------ | ------------------ |
| Ash Ketchum  | Rica Matsumoto     |
| May          | Kaori              |
| Max          | Fushigi Yamada     |
| Brock        | Yūji Ueda          |
| Pikachu      | Ikue Otani         |
| Lucario      | Daisuke Namikawa   |
| Grovyle      | Yuji Ueda          |
| Combusken    | Chinami Nishimura  |
| Munchlax     | Chie Satō          |
| James        | Shin-ichiro Miki   |
| Jessie       | Megumi Hayashibara |
| Meowth       | Inuko Inuyama      |
| Mew          | Satomi Korogi      |
| Kidd Summers | Becky              |
| Lt. Banks    | Takeshi Aono       |
| Aaron        | Kōichi Yamadera    |
| Rin          | Momoko Kikuchi     |
| Eileen       | Momoko Kikuchi     |
| Fortælleren  | Unshou Ishizuka    |